# Piercia
Piercia är ett släkte av fjärilar. Piercia ingår i familjen mätare.

## Dottertaxa tillPiercia, i alfabetisk ordning[1]
- Piercia albifilata
- Piercia albivirgulata
- Piercia altilis
- Piercia ansorgei
- Piercia artifex
- Piercia attenuata
- Piercia bamendana
- Piercia basutensis
- Piercia bipartaria
- Piercia bryophilaria
- Piercia ceres
- Piercia chlorostola
- Piercia cidariata
- Piercia ciliata
- Piercia cognata
- Piercia deceptata
- Piercia despectata
- Piercia detracta
- Piercia dibola
- Piercia discolorata
- Piercia distinctata
- Piercia divergens
- Piercia dryas
- Piercia edwardsi
- Piercia emmeles
- Piercia eviscerata
- Piercia excisa
- Piercia fumataria
- Piercia fumitacta
- Piercia hargreavesi
- Piercia imbrata
- Piercia jacksoni
- Piercia kennedyi
- Piercia leptoyphes
- Piercia lichenaria
- Piercia lightfooti
- Piercia lypra
- Piercia manengouba
- Piercia mononyssa
- Piercia myopteryx
- Piercia nimipunctata
- Piercia occidentalis
- Piercia olivata
- Piercia pella
- Piercia perizomoides
- Piercia prasinaria
- Piercia priscata
- Piercia respondens
- Piercia rufimaculata
- Piercia scotosiata
- Piercia serena
- Piercia smaragdinata
- Piercia spatiosata
- Piercia squamata
- Piercia stevensi
- Piercia suavata
- Piercia subconcava
- Piercia subrecta
- Piercia subrufaria
- Piercia subterlimbata
- Piercia subtrunca
- Piercia tenella
- Piercia verticata
- Piercia viettei
- Piercia vittata
- Piercia yui
- Piercia zoarces
- Piercia zukwalensis